# Va'eira
Va'eira, Va'era, o Vaera (ebraico: וָאֵרָא — tradotto in italiano: "e sono apparso", incipit di questa parashah – la prima parola che Dio pronuncia nella passo biblico, in Esodo 6:3) quattordicesima porzione settimanale della Torah (ebr. פָּרָשָׁה – parashah o anche parsha/parscià) nel ciclo annuale ebraico di letture bibliche dal Pentateuco, seconda nel Libro dell'Esodo. Rappresenta il passo 6:2-9:35 di Esodo, che gli ebrei leggono durante il quattordicesimo Shabbat dopo Simchat Torah, generalmente in gennaio.
La parashah narra l'episodio delle prime sette piaghe d'Egitto.

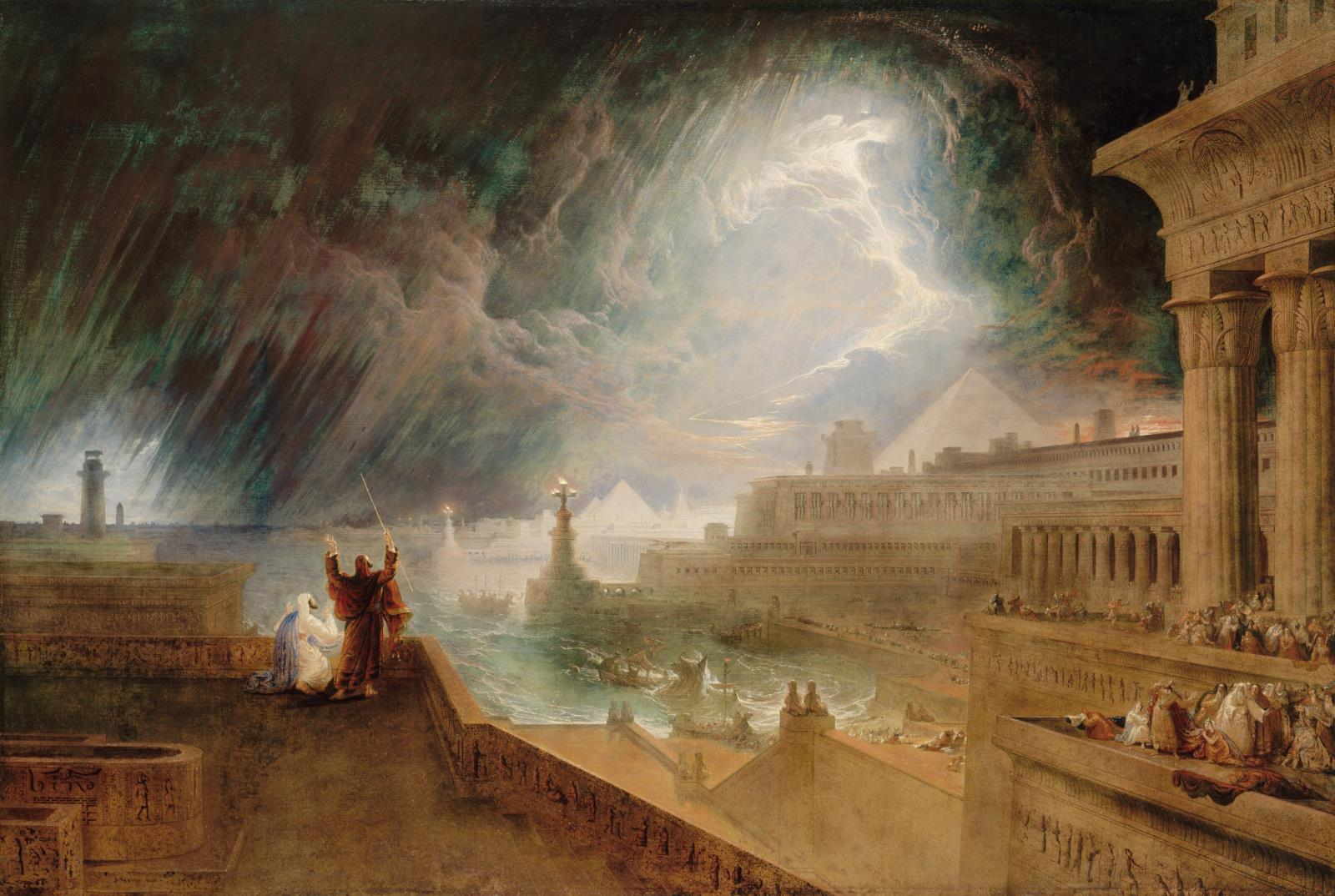
La Settima Piaga (dipinto di John Martin del 1823)

## Letture

### Seconda lettura — Esodo 6:14–28
La seconda lettura (ebraico: עליה, aliyah) inserisce una genealogia parziale di Ruben, Simeone e Levi, includendo Mosè e la sua famiglia.
|  |  |        |        |        |        |        |        |  |  |       |       |       |       |         |         |         |         |         |         |       |       |        |        |        |        |        |        |        |        |        |        |        |        |        |        |        |        |          |          |          |          |          |          |  |  |  |  |  |  |  |  |  |  |  |  |  |  |  |  |
|  |  |        |        |        |        |        |        |  |  |       |       |       |       |         |         |         |         |         |         |       |       |        |        |        |        | Levi   |        |        |        |        |        |        |        |        |        |        |        |          |          |          |          |          |          |  |  |  |  |  |  |  |  |  |  |  |  |  |  |  |  |
|  |  |        |        |        |        |        |        |  |  |       |       |       |       |         |         |         |         |         |         |       |       |        |        |        |        |        |        |        |        |        |        |        |        |        |        |        |        |          |          |          |          |          |          |  |  |  |  |  |  |  |  |  |  |  |  |  |  |  |  |
|  |  |        |        |        |        |        |        |  |  |       |       |       |       |         |         |         |         |         |         |       |       |        |        |        |        |        |        |        |        |        |        |        |        |        |        |        |        |          |          |          |          |          |          |  |  |  |  |  |  |  |  |  |  |  |  |  |  |  |  |
|  |  |        |        |        |        |        |        |  |  |       |       |       |       |         |         |         |         |         |         |       |       |        |        |        |        |        |        |        |        |        |        |        |        |        |        |        |        |          |          |          |          |          |          |  |  |  |  |  |  |  |  |  |  |  |  |  |  |  |  |
|  |  |        |        |        |        |        |        |  |  |       |       |       |       | Gershon | Gershon | Gershon | Gershon | Gershon | Gershon |       |       | Kohath | Kohath | Kohath | Kohath | Kohath | Kohath |        |        | Merari | Merari | Merari | Merari | Merari | Merari |        |        | Iochebed | Iochebed | Iochebed | Iochebed | Iochebed | Iochebed |  |  |  |  |  |  |  |  |  |  |  |  |  |  |  |  |
|  |  |        |        |        |        |        |        |  |  |       |       |       |       | Gershon | Gershon | Gershon | Gershon | Gershon | Gershon |       |       | Kohath | Kohath | Kohath | Kohath | Kohath | Kohath |        |        | Merari | Merari | Merari | Merari | Merari | Merari |        |        | Iochebed | Iochebed | Iochebed | Iochebed | Iochebed | Iochebed |  |  |  |  |  |  |  |  |  |  |  |  |  |  |  |  |
|  |  |        |        |        |        |        |        |  |  |       |       |       |       |         |         |         |         |         |         |       |       |        |        |        |        |        |        |        |        |        |        |        |        |        |        |        |        |          |          |          |          |          |          |  |  |  |  |  |  |  |  |  |  |  |  |  |  |  |  |
|  |  |        |        |        |        |        |        |  |  |       |       |       |       |         |         |         |         |         |         |       |       |        |        |        |        |        |        |        |        |        |        |        |        |        |        |        |        |          |          |          |          |          |          |  |  |  |  |  |  |  |  |  |  |  |  |  |  |  |  |
|  |  |        |        |        |        |        |        |  |  | Amram | Amram | Amram | Amram | Amram   | Amram   |         |         | Izhar   | Izhar   | Izhar | Izhar | Izhar  | Izhar  |        |        | Hebron | Hebron | Hebron | Hebron | Hebron | Hebron |        |        | Uzziel | Uzziel | Uzziel | Uzziel | Uzziel   | Uzziel   |          |          |          |          |  |  |  |  |  |  |  |  |  |  |  |  |  |  |  |  |
|  |  |        |        |        |        |        |        |  |  | Amram | Amram | Amram | Amram | Amram   | Amram   |         |         | Izhar   | Izhar   | Izhar | Izhar | Izhar  | Izhar  |        |        | Hebron | Hebron | Hebron | Hebron | Hebron | Hebron |        |        | Uzziel | Uzziel | Uzziel | Uzziel | Uzziel   | Uzziel   |          |          |          |          |  |  |  |  |  |  |  |  |  |  |  |  |  |  |  |  |
|  |  |        |        |        |        |        |        |  |  |       |       |       |       |         |         |         |         |         |         |       |       |        |        |        |        |        |        |        |        |        |        |        |        |        |        |        |        |          |          |          |          |          |          |  |  |  |  |  |  |  |  |  |  |  |  |  |  |  |  |
|  |  |        |        |        |        |        |        |  |  |       |       |       |       |         |         |         |         |         |         |       |       |        |        |        |        |        |        |        |        |        |        |        |        |        |        |        |        |          |          |          |          |          |          |  |  |  |  |  |  |  |  |  |  |  |  |  |  |  |  |
|  |  | Miriam | Miriam | Miriam | Miriam | Miriam | Miriam |  |  | Aaron | Aaron | Aaron | Aaron | Aaron   | Aaron   |         |         | Mosè    | Mosè    | Mosè  | Mosè  | Mosè   | Mosè   |        |        |        |        |        |        |        |        |        |        |        |        |        |        |          |          |          |          |          |          |  |  |  |  |  |  |  |  |  |  |  |  |  |  |  |  |
|  |  | Miriam | Miriam | Miriam | Miriam | Miriam | Miriam |  |  | Aaron | Aaron | Aaron | Aaron | Aaron   | Aaron   |         |         | Mosè    | Mosè    | Mosè  | Mosè  | Mosè   | Mosè   |        |        |        |        |        |        |        |        |        |        |        |        |        |        |          |          |          |          |          |          |  |  |  |  |  |  |  |  |  |  |  |  |  |  |  |  |

La seconda lettura (ebraico: עליה, aliyah) e la porzione chiusa (ebraico: סתומה, setumah) finiscono con la genealogia.

## Interpretazione intrabiblica

### Esodo capitoli 7–12
La descrizione delle 10 piaghe presenta schemi e progressioni come segue:

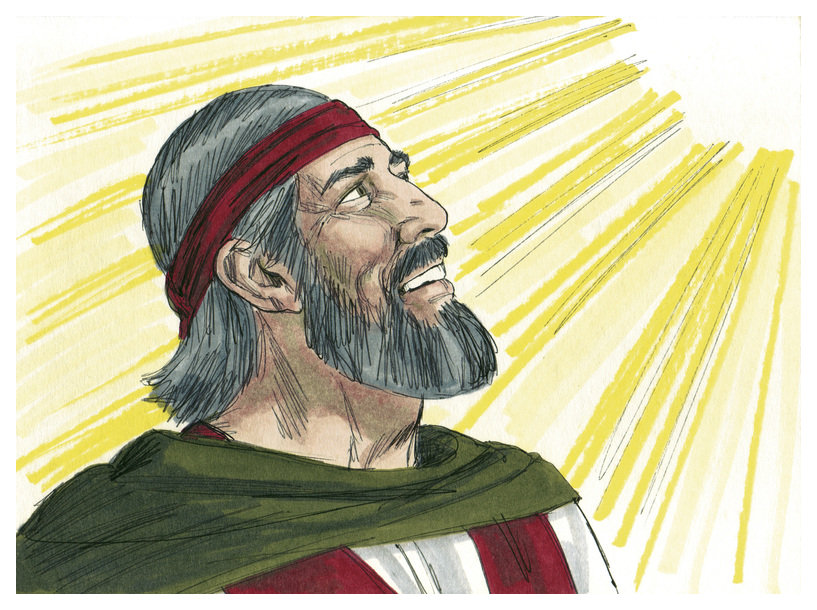
Dio rispose a Mosè (illustrazione di Jim Padgett, 1984, per gentile concessione di Sweet Publishing)

| Ciclo   | Numero | Piaga                   | Versetti                                   | Ci fu preavviso? | Tempo dell'avvertimento | Introduzione                                   | Attore | Bastone? | Israeliti protetti? | Faraone cedette? | Chi indurì il cuore di Faraone? |
| ------- | ------ | ----------------------- | ------------------------------------------ | ---------------- | ----------------------- | ---------------------------------------------- | ------ | -------- | ------------------- | ---------------- | ------------------------------- |
| Primo   | 1      | sangue                  | 7:14-25                                    | sì               | al mattino              | in ebraico לֵךְ אֶל-פַּרְעֹה‎? Va da Faraone           | Aronne | sì       | no                  | no               | voce passiva                    |
| Primo   | 2      | rane                    | Esodo 7:26-8:11 (8:1-15 in altre versioni) | sì               | ignoto                  | in ebraico בֹּא אֶל-פַּרְעֹה‎? Va da Faraone           | Aronne | sì       | no                  | sì               | voce passiva                    |
| Primo   | 3      | zanzare o pidocchi      | Esodo 8:12-15 (8:16-19 in altre versioni)  | no               | nessuno                 | nessuno                                        | Aronne | sì       | no                  | no               | voce passiva                    |
| Secondo | 4      | mosconi o bestie feroci | Esodo 8:16-28 (8:20-32 in altre versioni)  | sì               | di primo mattino        | in ebraico וְהִתְיַצֵּב לִפְנֵי פַרְעֹה‎? davanti a Faraone | Dio    | no       | sì                  | sì               | Faraone                         |
| Secondo | 5      | bestiame                | Esodo 9:1-7                                | sì               | ignoto                  | in ebraico בֹּא אֶל-פַּרְעֹה‎? Va da Faraone           | Dio    | no       | sì                  | no               | Faraone                         |
| Secondo | 6      | ulcere con pustole      | Esodo 9:8-12                               | no               | nessuno                 | nessuno                                        | Mosè   | no       | no                  | no               | Dio                             |
| Terzo   | 7      | grandine                | Esodo 9:13-35                              | sì               | di primo mattino        | in ebraico וְהִתְיַצֵּב לִפְנֵי פַרְעֹה‎? davanti a Faraone | Mosè   | no       | sì                  | sì               | voce passiva                    |
| Terzo   | 8      | locuste                 | Esodo 10:1-20                              | sì               | ignoto                  | in ebraico בֹּא אֶל-פַּרְעֹה‎? va da Faraone           | Mosè   | sì       | no                  | sì               | Dio                             |
| Terzo   | 9      | tenebre                 | Esodo 10:21-29                             | no               | nessuno                 | nessuno                                        | Mosè   | sì       | sì                  | sì               | Dio                             |
|         | 10     | primogenito             | Esodo 11:1-10 12:29-32                     | sì               | ignoto                  | nessuno                                        | Dio    | no       | sì                  | sì               | Dio                             |

Salmi 78:44-51 e Salmi 105:23-38 raccontano rispettivamente ordinamenti diversi delle sette piaghe. Salmi 78:44-51 ricorda le piaghe di (1) sangue, (2) mosconi, (3) rane, (4) locuste, (5) grandine, (6) bestiame e (7) primogeniti, ma non le piaghe delle zanzare, pustole o tenebre. Salmi 105:23-38 ricorda le piaghe di (1) tenebre, (2) sangue, (3) rane, (4) mosconi e pidocchi, (5) grandine, (6) locuste e (7) primogeniti, ma non le piaghe del bestiame o delle pustole.

## Comandamenti
Secondo Maimonide e lo Sefer ha-Chinuch, non ci sono comandamenti (mitzvot) in questa parshah.

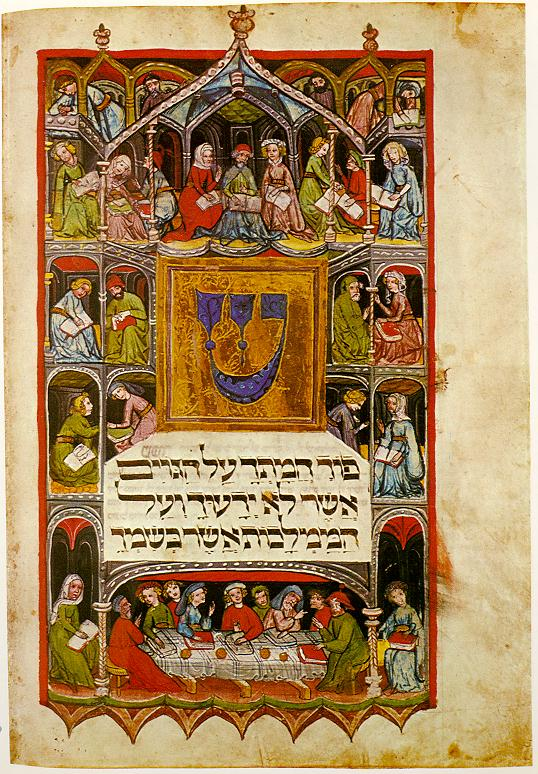
Pagina di una Haggadah tedesca del XIV secolo

## Nella liturgia
Nel leggere la Haggadah di Pesach, nella sezione magid del Seder di Pesach, molti ebrei prendono delle gocce di vino dalla propria coppa, ognuna a rappresentare le dieci piaghe d'Egitto in Esodo 7:14-12:29
Successivamente, la Haggadah riporta i ragionamenti di Rabbi Jose il Galileo sulla frase biblica "il dito di Dio" in Esodo 8:15 affermando che se si riferisce alle 10 piaghe, allora "la mano potente" (a volte tradotto "la grande potenza") in 14:31 deve riferirsi a 50 piaghe contro gli egiziani.
La Haggadah nella sezione magid cita Esodo 9:3 per illustrare il termine "una mano potente" in Deuteronomio 26:8 interpretando la "mano potente" come significante la piaga della pestilenza contro il bestiame egiziano.

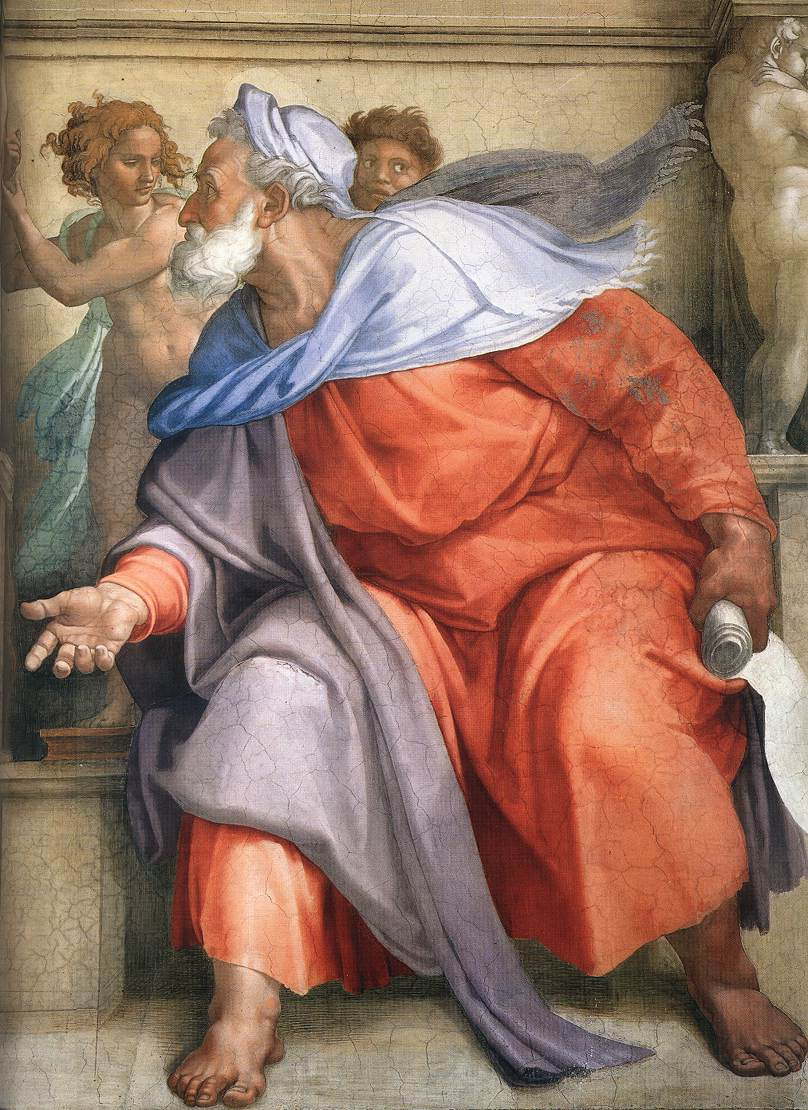
Ezechiele (affresco di Michelangelo del 1510, Cappella Sistina)

## Haftarah

### Generalmente
La haftarah per la parashah è Ezechiele 28:25-29:21

#### Collegamenti alla Parashah
Sia la parashah che la haftarah descrivono le istruzioni di Dio ad un profeta, che confronti il Faraone d'Egitto e porti Israele alla redenzione. Sia la parashah che la haftarah illustrano i giudizi di Dio (shefatim) contro Faraone e l'Egitto. Un mostro (tannin) appare in entrambe: nella parashah, Dio trasforma il bastone di Mosè in un mostro; la haftarah descrive Faraone come un mostro. Sia nella parashah che nella haftarah, Dio attacca il fiume e uccide i pesci. In entrambe le azioni gli egiziani verranno a conoscere (ve-yade'u) la potenza di Dio. In entrambe Dio proclama "Io sono il Signore!"

### Shabbat Rosh Chodesh
Quando la parashah coincide con lo Shabbat Rosh Chodesh (come avviene negli anni 2013 e 2017), la haftarah è Isaia 66:1-24

## Riferimenti
La parashah ha paralleli o viene discussa nelle seguenti fonti (EN, HE, IT, YI) :

### Biblici
- Genesi 17:1[41] (El Shaddai); Genesi 28:3[42] (El Shaddai); Genesi 35:11[43] (El Shaddai); Genesi 43:14[44] (El Shaddai); Genesi 48:3[45] (El Shaddai); Genesi 49:25[46] (Shaddai).
- Esodo 4:21[47]; Esodo 10:1[48]; 20, 27; Esodo 11:10[49], Esodo 14:4[50]; 8 (indurimento del cuore di Faraone).
- Numeri 14:30[51] (Dio alzò la mano).
- Deuteronomio 2:30[52]; Deuteronomio 15:7[53] (indurimento del cuore).
- Giosuè 11:20[54] (indurimento del cuore).
- Geremia 7:23[55] (Io sarò il vostro Dio e voi sarete il mio popolo); Geremia 11:4[56] (voi sarete il mio popolo, e Io sarò il vostro Dio); Geremia 30:22[57] (voi sarete il mio popolo, e Io sarò il vostro Dio); Geremia 31:32[58] (Io sarò il loro Dio, e loro saranno il mio popolo).
- Ezechiele 20:5[59] (Dio alzò la mano); Ezechiele 36:28[60] (voi sarete il mio popolo, e Io sarò il vostro Dio).
- Salmi 68:5[61] ("Signore" è il suo nome); Salmi 78:44-51[62] (piaghe); Salmi 105:23-38[63] (piaghe).
- Neemia 9:15[64] (Dio alzò la mano).

### Non rabbinici
- Ezechiele il Drammaturgo. Exagōgē. II secolo a.e.v.. Trad. (EN)  di R.G. Robertson. In The Old Testament Pseudepigrapha: Volume 2: Expansions of the “Old Testament” and Legends, Wisdom and Philosophical Literature, Prayers, Psalms, and Odes, Fragments of Lost Judeo-Hellenistic works. Curato da James H. Charlesworth, 814. New York: Anchor Bible, 1985. ISBN 0-385-18813-7.

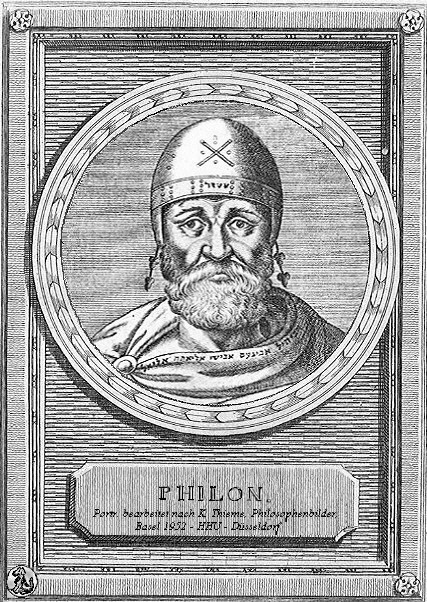
Filone d'Alessandria

- Filone d'Alessandria. Allegorical Interpretation 1: 13:40; 3: 14:43; 60:172; On the Birth of Abel and the Sacrifices Offered by Him and by His Brother Cain 3:9; 12:51; 19:69; That the Worse Is Wont To Attack the Better 12:38–39; On the Posterity of Cain and His Exile 22:76; On Drunkenness 26:101; On the Confusion of Tongues 9:29; 20:94; On the Migration of Abraham 15:83–85; On Flight and Finding 3:18; 23:124; On the Change of Names 2:13; 3:20–21; 22:125; 37:207; On Dreams, That They Are God-Sent 2:28:189; 39:259; 42:277. Alessandria d'Egitto, I secolo. Rist. int. al. in The Works of Philo: Complete and Unabridged, New Updated Edition. Trad. (EN)  di Charles Duke Yonge, 29, 55, 69, 95, 100, 103, 116, 139, 215, 237, 242, 261, 322, 332, 342–43, 352, 359, 401, 407–08. Peabody, Mass.: Hendrickson Pub., 1993. ISBN 0-943575-93-1.
- Lettera ai Romani 9:14-18[65], I secolo (indurimento del cuore di Faraone).
- Seconda lettera a Timoteo 3:8-9[66] Roma, 67 e.v.. (maghi contro Mosè).
- Apo 16:12-16[67] (rane); Apo 17:17[68] (mettere in cuore secondo i propositi di Dio). Tardo I secolo.

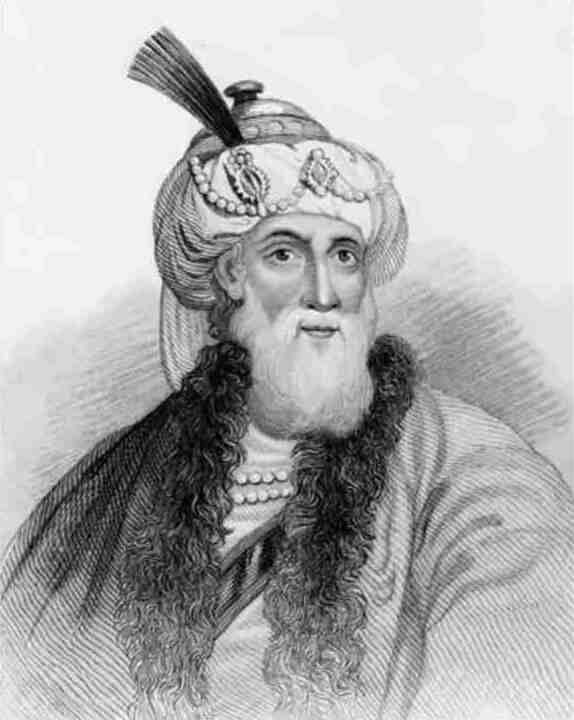
Flavio Giuseppe

- Flavio Giuseppe. Guerra giudaica, 5:9:4. Circa 75 e.v. Rist. in The Works of Josephus: Complete and Unabridged, New Updated Edition. Trad. da William Whiston, 716. Peabody, Mass.: Hendrickson Pub., 1987. ISBN 0-913573-86-8.
- Flavio Giuseppe. Antichità giudaiche 2:13:3 Archiviato l'11 febbraio 2007 in Internet Archive.–2:14:4. Archiviato il 9 agosto 2012 in Internet Archive. Circa 93–94. Rist. in The Works of Josephus: Complete and Unabridged, New Updated Edition. Trad. da William Whiston, 72–74. Peabody, Mass.: Hendrickson Pub., 1987. ISBN 0-913573-86-8.
- Qur'an 7:103–126, 130–135; 10:75–83; 11:96–97; 17:101–102; 20:42–73; 23:45–48; 26:10–51; 28:36–39; 29:39; 40:23-27, 40:28-37; 43:46–54; 51:38–39; 73:15–16; 79:15–24. Arabia, VII secolo.

### Rabbinici classici
- Mishnah: Pesachim 10:1; Shevuot 5:3; Yadayim 4:8. Terra d'Israele, circa 200 e.v. Rist. in The Mishnah: A New Translation. Trad. da Jacob Neusner, 249, 630, 1131. New Haven: Yale University Press, 1988. ISBN 0-300-05022-4.
- Tosefta: Megillah 3:21; Sotah 4:12; Keritot 4:15. Terra d'Israele, circa 300 e.v. Rist. in The Tosefta: Translated from the Hebrew, with a New Introduction. Trad. da Jacob Neusner, 649, 848, 1571. Peabody, Mass.: Hendrickson Pub., 2002. ISBN 1-56563-642-2.
- Talmud gerosolimitano: Pesachim 42b; Rosh Hashanah 20b; Megillah 13b; Sanhedrin 26b. Land of Israel, circa 400 e.v. Rist. in Talmud Yerushalmi. Curato da Chaim Malinowitz, Yisroel Simcha Schorr, e Mordechai Marcus, voll. 18, 24, 26. Brooklyn: Mesorah Publications, 2011–2012.
- Genesi Rabbah 1:15; 5:7; 18:5; 19:7; 37:3; 1up 46:1, 5; 82:3; 88:5; 92:7; 96, 97.Terra d'Israele, V secolo. Rist. in Midrash Rabbah: Genesis. Trad. da H. Freedman e Maurice Simon, 1:14, 37–38, 144, 153, 296, 389, 392; 2:754, 816, 853, 898, 929. Londra: Soncino Press, 1939. ISBN 0-900689-38-2.

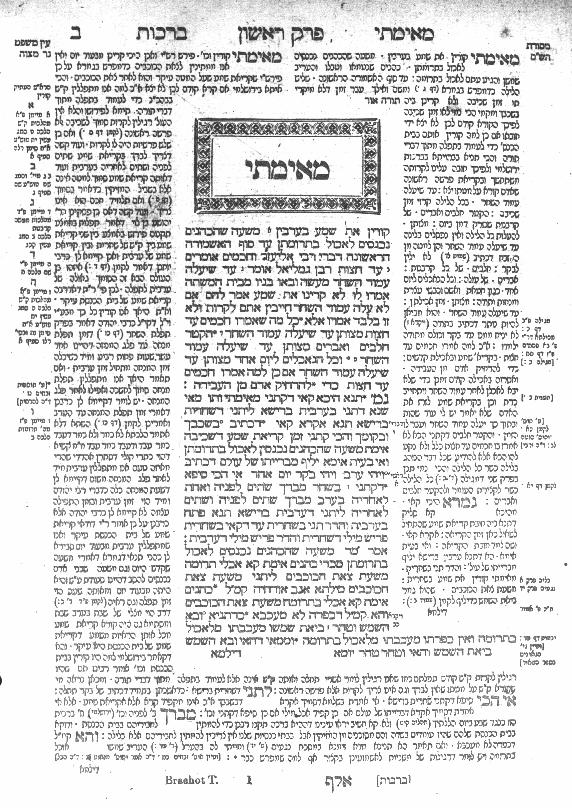
Talmud

- Mekhilta di Rabbi Ishmael, Beshallah 7. Terra d'Israele, IV secolo. Rist. in Mekhilta According to Rabbi Ishmael. Trad. da Jacob Neusner, 1:169–70. Atlanta: Scholars Press, 1988. ISBN 1-55540-237-2. Cfr. anche Mekhilta de-Rabbi Ishmael. Trad. Jacob Z. Lauterbach, 1:166. Philadelphia: Jewish Publication Society, 1933, rist. 2004. ISBN 0-8276-0678-8.
- Mekhilta de-Rabbi Shimon 2:1–2, 5; 3:1; 15:4–5; 16:1, 4; 19:4; 21:4; 22:6; 26:3, 6; 35:1; 47:2. Terra d'Israele, V secolo. Rist. in Mekhilta de-Rabbi Shimon bar Yohai. Trad. W. David Nelson, 5–7, 9–11, 50–51, 54, 56, 78–79, 89, 93, 114, 117, 150, 209. Philadelphia: Jewish Publication Society, 2006. ISBN 0-8276-0799-7.

- Talmud babilonese: Berakhot 38a, 54b; Eruvin 83b; Pesachim 53b, 99b; Rosh Hashanah 11b; Megillah 11a; Moed Katan 6a, 18a; Chagigah 13b; Nedarim 51b; Sotah 11b, 43a; Bava Kamma 80b; Bava Batra 91a, 109b–10a, 116a, 117b; Sanhedrin 12a, 58b, 67b, 82b, 90b, 111a; Shevuot 35b; Menachot 68b, 84a; Chullin 134a; Bekhorot 41a. Babilonia, VI secolo. Rist. in Talmud Bavli. Curato da Yisroel Simcha Schorr, Chaim Malinowitz, e Mordechai Marcus, 72 voll. Brooklyn: Mesorah Pubs., 2006.

### Medievali
- Rashi. Commentario. Esodo 6–9. Troyes, Francia, XI secolo. Rist. in Rashi. The Torah: With Rashi's Commentary Translated, Annotated, and Elucidated. Trad. con note di Yisrael Isser Zvi Herczeg, 2:53–90. Brooklyn: Mesorah Publications, 1994. ISBN 0-89906-027-7.
- Yehuda Halevi. Kuzari. 1:25; 2:2. Toledo, Spagna, 1130–1140. Rist. in Jehuda Halevi. Kuzari: An Argument for the Faith of Israel. Introd. di Henry Slonimsky, 46, 86. New York: Schocken, 1964. ISBN 0-8052-0075-4.

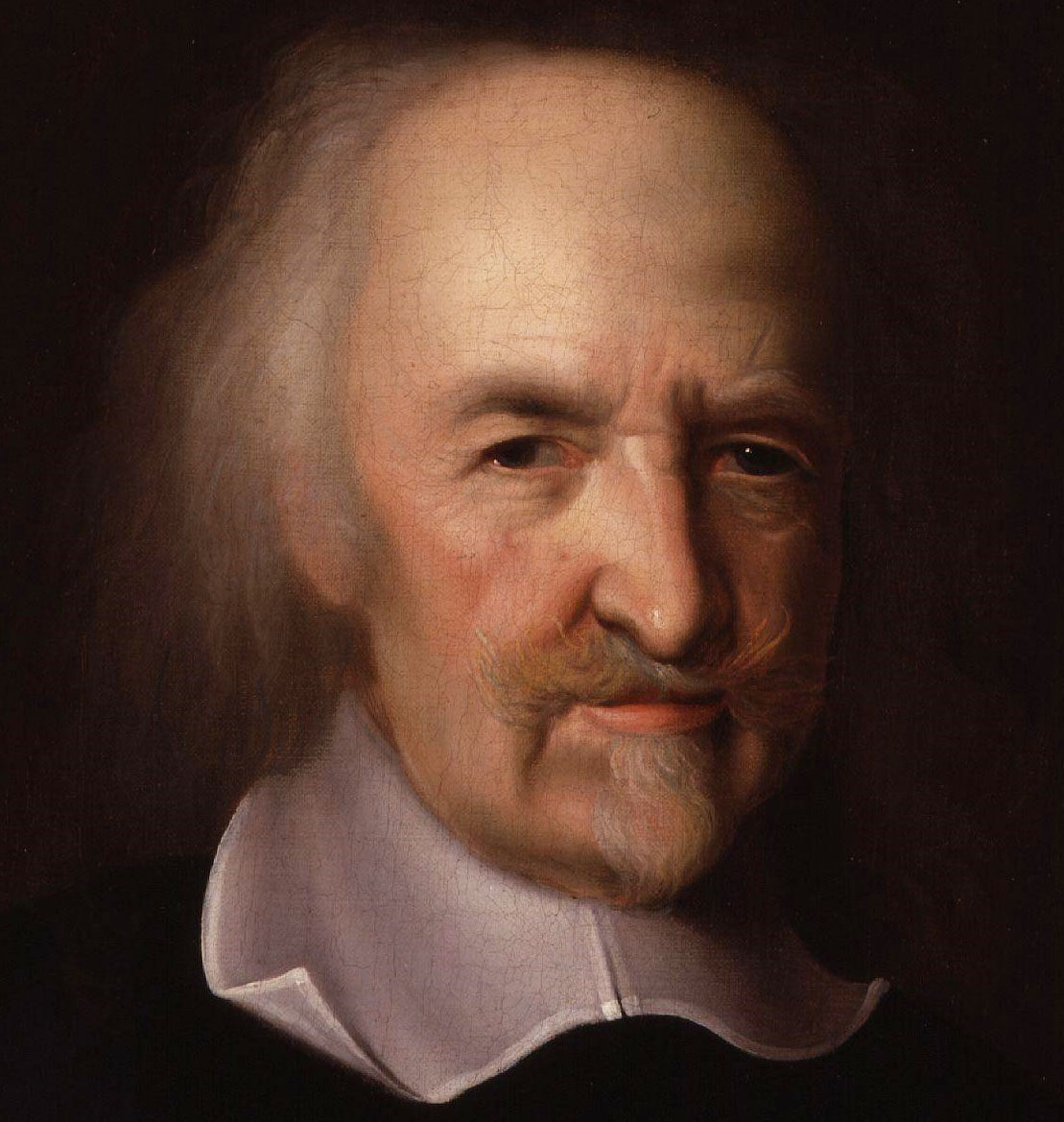
Thomas Hobbes

- Esodo Rabbah 5:14, 6:1–12:7, 23:9, 25:27, 28:4. X secolo. Rist. in Midrash Rabbah: Exodus. Trad. S. M. Lehrman, vol. 3. Londra: Soncino Press, 1939. ISBN 0-900689-38-2.
- Jacob Anatoli. "Sermon on Wa-'Era: A Homily on Education". XIII secolo. In Marc Saperstein. Jewish Preaching, 1200–1800: An Anthology, 113–23. New Haven: Yale University Press, 1989. ISBN 0-300-04355-4.
- Zohar 2:22a–32a. Spagna, XIII secolo. Rist. in The Zohar. Trad. Harry Sperling & Maurice Simon. 5 voll. Londra: Soncino Press, 1934.

### Moderni
- Thomas Hobbes. Leviatano, 3:36, 37. Inghilterra, 1651. Rist. (EN)  curata da C. B. Macpherson, 456, 474. Harmondsworth, England: Penguin Classics, 1982. ISBN 0-14-043195-0.

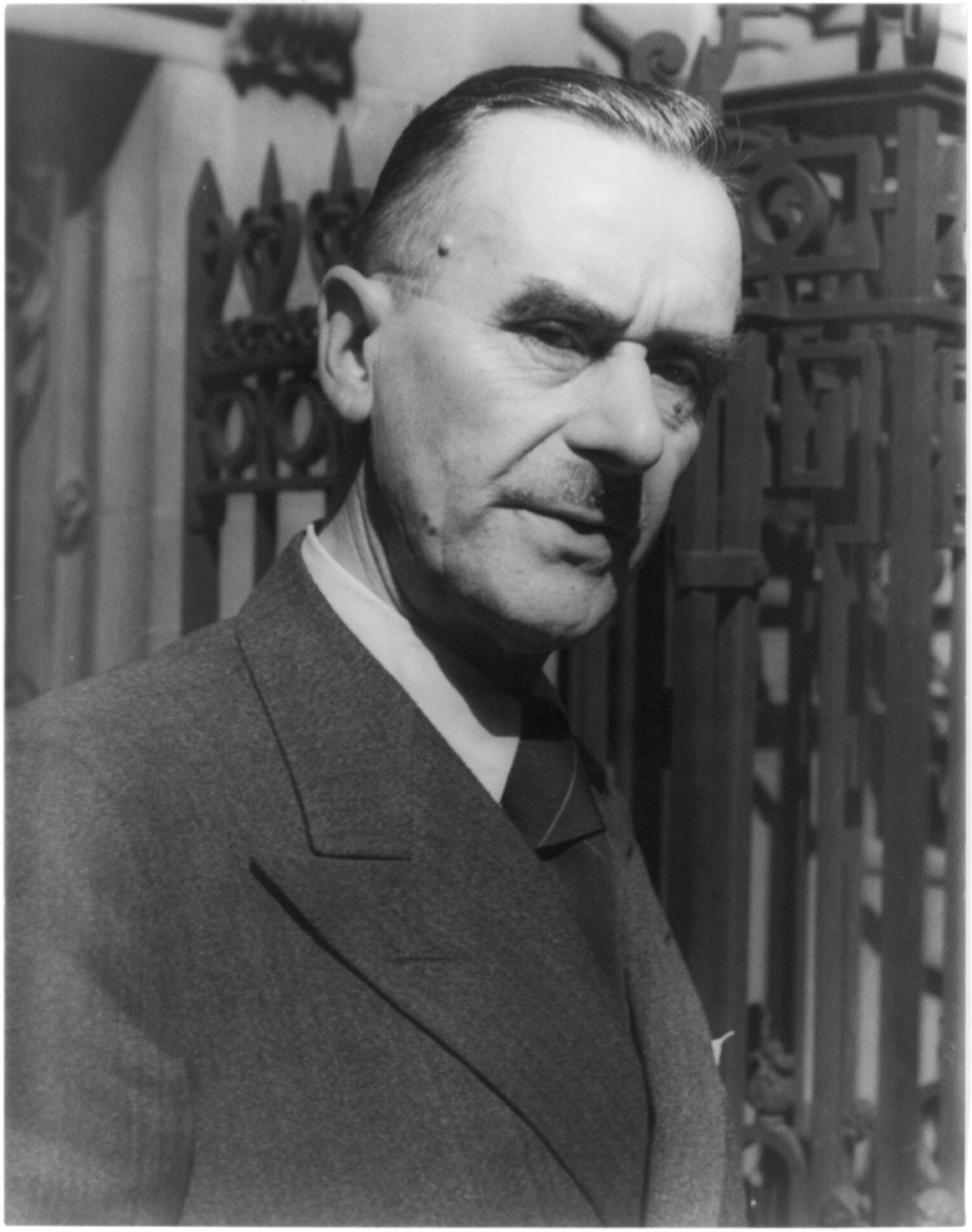
Thomas Mann

- Thomas Mann. Giuseppe e i suoi fratelli. Trad. (EN)  di John E. Woods, 788. New York: Alfred A. Knopf, 2005. ISBN 1-4000-4001-9. Originale pubbl. Joseph und seine Brüder. Stockholm: Bermann-Fischer Verlag, 1943.
- Ziony Zevit. “Three Ways to Look at the Ten Plagues: Were They Natural Disasters, A Demonstration of the Impotence of the Egyptian Gods or an Undoing of Creation?” Bible Review 6 (3) (Giugno 1980).
- Aaron Wildavsky. Assimilation versus Separation: Joseph the Administrator and the Politics of Religion in Biblical Israel, 14. New Brunswick, N.J.: Transaction Publishers, 1993. ISBN 1-56000-081-3.
- John E. Currid. “Why Did God Harden Pharaoh's Heart?” Bible Review 9 (6) (Nov./Dec. 1983).
- William H.C. Propp. Exodus 1–18, 2:261–354. New York: Anchor Bible, 1998. ISBN 0-385-14804-6.

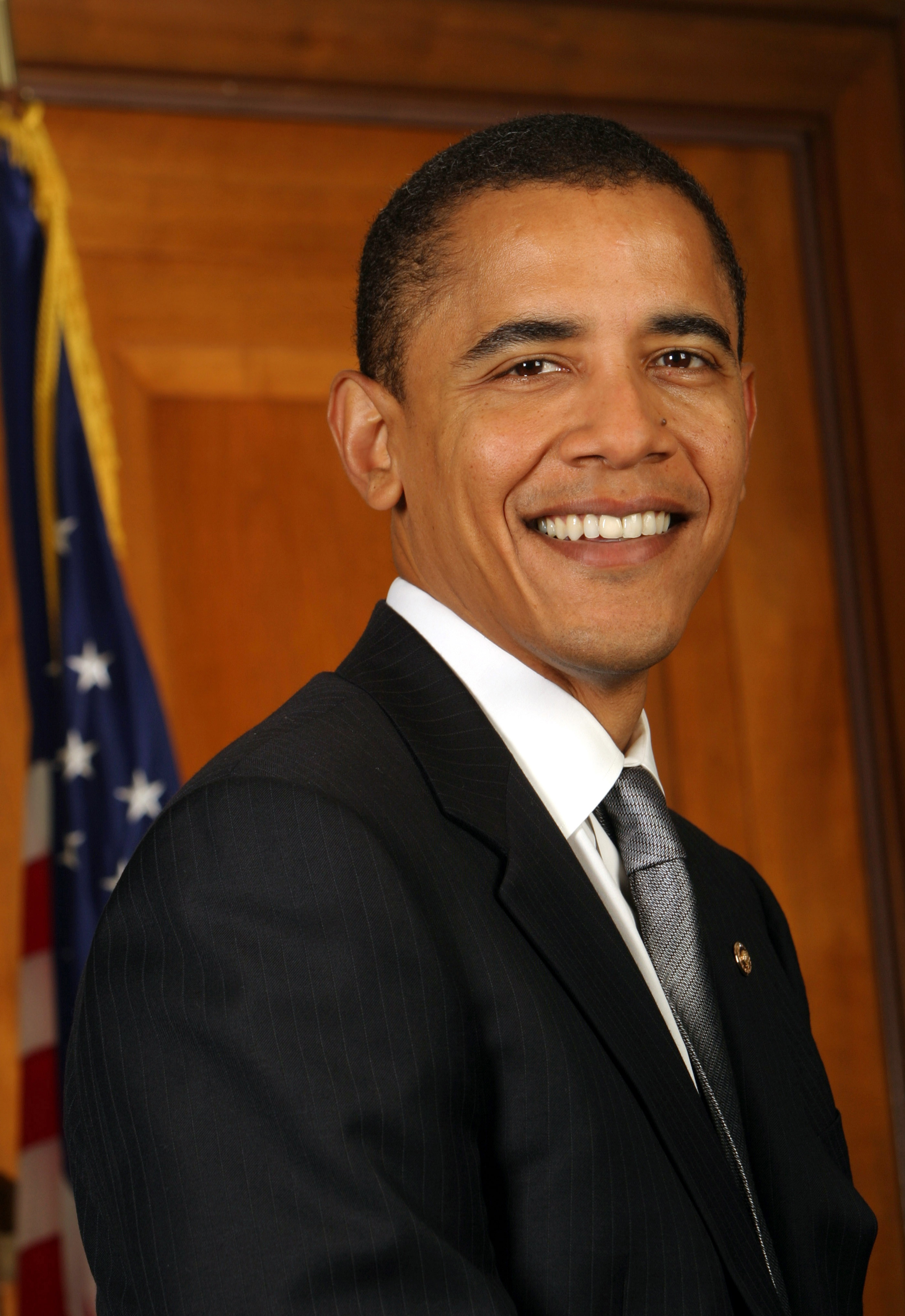
Barack Obama

- Barack Obama. Dreams from My Father, 294. New York: Three Rivers Press, 1995, 2004. ISBN 1-4000-8277-3. (Mosè e Faraone).
- Marc Gellman. "The Pharaoh and the Frog". In God's Mailbox: More Stories About Stories in the Bible, 36–43. New York: Morrow Junior Books, 1996. ISBN 0-688-13169-7.
- Bernhard Lang. "Why God Has So Many Names". Bible Review 19 (4) (Agosto 2003): 48–54, 63.
- Jeffrey H. Tigay. "What's in a Name? Early Evidence of Devotion Exclusively to Yahweh". Bible Review 20 (01) (Febbr. 2004): 34–43, 47–51.
- Marek Halter. Zipporah, Wife of Moses, 245–49. New York: Crown, 2005. ISBN 1-4000-5279-3.
- Lawrence Kushner. Kabbalah: A Love Story, 78. New York: Morgan Road Books, 2006. ISBN 0-7679-2412-6.
- Suzanne A. Brody. "The highest form". In Dancing in the White Spaces: The Yearly Torah Cycle and More Poems, 76. Shelbyville, Kentucky: Wasteland Press, 2007. ISBN 1-60047-112-9.

### Testi
- "Parashat Vaerà", su torah.it
- Commentari e canti della "Parashat Vaerà", su torah.it
- Testo Masoretico e traduzione JPS 1917, su mechon-mamre.org.
- Parashah cantata, su bible.ort.org. URL consultato il 3 febbraio 2013 (archiviato dall'url originale il 10 maggio 2011).
- Parashah in ebraico, su mechon-mamre.org.

### Commentari
- Academy for Jewish Religion, California, su ajrca.org.
- Academy for Jewish Religion, New York, su ajrsem.org.
- Aish.com. URL consultato il 3 febbraio 2013 (archiviato dall'url originale il 30 marzo 2010).
- Akhlah: The Jewish Children’s Learning Network, su akhlah.com. URL consultato il 3 febbraio 2013 (archiviato dall'url originale il 25 gennaio 2013).
- American Jewish University, su judaism.ajula.edu (archiviato dall'url originale il 20 febbraio 2012).
- Anshe Emes Synagogue, Los Angeles, su anshe.org. URL consultato il 3 febbraio 2013 (archiviato dall'url originale il 1º novembre 2012).
- Ari Goldwag, su arigoldwag.com. URL consultato il 3 febbraio 2013 (archiviato dall'url originale il 27 luglio 2013).
- Bar-Ilan University, su biu.ac.il. URL consultato il 3 febbraio 2013 (archiviato dall'url originale il 27 settembre 2012).
- Chabad.org.
- eparsha.com.
- G-dcast, su g-dcast.com. URL consultato il 3 febbraio 2013 (archiviato dall'url originale il 20 marzo 2013).
- The Israel Koschitzky Virtual Beit Midrash, su vbm-torah.org. URL consultato il 3 febbraio 2013 (archiviato dall'url originale il 2 novembre 2011).
- Jewish Agency for Israel, su jewishagency.org. URL consultato il 3 febbraio 2013 (archiviato dall'url originale il 2 ottobre 2012).
- Jewish Theological Seminary (XML), su jtsa.edu. URL consultato il 3 febbraio 2013 (archiviato dall'url originale l'11 marzo 2013).
- Miriam Aflalo, su mishpacha.com. URL consultato il 3 febbraio 2013 (archiviato dall'url originale il 6 aprile 2012).
- MyJewishLearning.com. URL consultato il 3 febbraio 2013 (archiviato dall'url originale il 30 agosto 2008).
- Ohr Sameach, su ohr.edu.
- Orthodox Union, su ou.org.
- OzTorah, Torah from Australia, su oztorah.com.
- Oz Ve Shalom — Netivot Shalom, su netivot-shalom.org.il. URL consultato il 3 febbraio 2013 (archiviato dall'url originale il 24 giugno 2010).
- Pardes from Jerusalem, su pardes.org.il. URL consultato il 3 febbraio 2013 (archiviato dall'url originale il 29 marzo 2012).
- Parshah Parts (PDF), su parshaparts.com. URL consultato il 3 febbraio 2013 (archiviato dall'url originale l'8 marzo 2012).
- Rabbi Dov Linzer, su rabbidovlinzer.blogspot.com.
- RabbiShimon.com. URL consultato il 3 febbraio 2013 (archiviato dall'url originale il 4 marzo 2016).
- Rabbi Shlomo Riskin, su ohrtorahstone.org.il. URL consultato il 3 febbraio 2013 (archiviato dall'url originale il 21 agosto 2011).
- Rabbi Shmuel Herzfeld, su rabbishmuel.com. URL consultato il 3 febbraio 2013 (archiviato dall'url originale l'11 marzo 2013).
- Reconstructionist Judaism, su www4.jrf.org. URL consultato il 3 febbraio 2013 (archiviato dall'url originale il 16 febbraio 2006).
- Sephardic Institute, su judaicseminar.org.
- Shiur.com.
- 613.org Jewish Torah Audio, su 613.org. URL consultato il 3 febbraio 2013 (archiviato dall'url originale il 16 luglio 2012).
- Tanach Study Center, su tanach.org.
- Teach613.org, Torah Education at Cherry Hill, su teach613.org.
- Torah from Dixie, su tfdixie.com. URL consultato il 3 febbraio 2013 (archiviato dall'url originale il 28 novembre 2006).
- Torah.it, su archivio-torah.it.
- Torah.org.
- Torahvort.com.
- Union for Reform Judaism, su urj.org. URL consultato il 3 febbraio 2013 (archiviato dall'url originale il 15 ottobre 2008).
- United Hebrew Congregations of the Commonwealth, su chiefrabbi.org. URL consultato il 3 febbraio 2013 (archiviato dall'url originale il 10 aprile 2012).
- United Synagogue of Conservative Judaism, su uscj.org. URL consultato il 3 febbraio 2013 (archiviato dall'url originale il 14 agosto 2012).
- What’s Bothering Rashi?, su shemayisrael.com.
- Yeshivat Chovevei Torah, su yctorah.org.
- Yeshiva University, su yutorah.org. URL consultato il 3 febbraio 2013 (archiviato dall'url originale il 18 dicembre 2019).